# Bernardino de Sahagún
Bernardino de Sahagún (1499, Sahagún, Španělsko – 23. října 1590, Ciudad de México, Mexiko) byl španělský františkánský mnich a misionář v koloniální éře Latinské Ameriky. Patří také mezi zakladatele etnografie.

## Život a působení

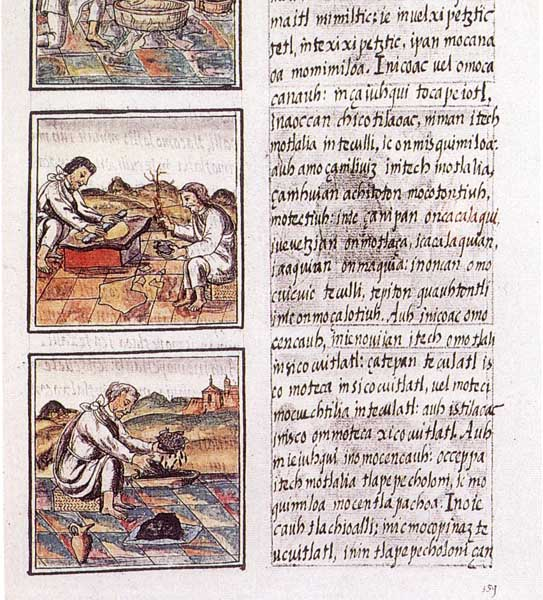
Stránka z Florentského kodexu

Narodil se jako Bernardino de Ribera a vystudoval slavnou univerzitu v Salamance, která byla střediskem humanitní vzdělanosti. Zde vstoupil do františkánského řádu a kolem roku 1527 byl vysvěcen na kněze. Do Mexika přišel roku 1529 jako mladík s velmi dobrou pověstí a strávil zde 61 let. Rychle si osvojil jazyk Aztéků nahuatl, trávil dlouhé hodiny v rozhovorech s Aztéky a domorodý zapisovatel mu zaznamenával důležité informace. Přesvědčil se tak, že modlářské pověry, věštby, tresty a náboženské obřady nejsou tak docela vymýceny. Roku 1536 založil v Tlatelolco (dnešní Mexico city) první univerzitu evropského typu v Americe, kde vznikl také první americký „herbář“, soupis rostlin s vyobrazeními a popisem jejich výskytu i léčivých účinků. Jako misionář ovšem Bernardino trávil mnoho času na cestách po venkovských osadách, kde kázal, sloužil mše a rozmlouval s domorodci.
Roku 1558 přišel do Mexika nový řádový provinciál, který pověřil Bernardina sepsáním učebnic a katechismů pro domorodou mládež. Zároveň měl připravit jazykové příručky pro své spolubratry a důležité informace o aztécké kultuře, zvycích a náboženství. Z této činnosti vznikly nejprve Primeros memoriales a nakonec jeho Historia general. Bernardino psal v jazyce nahuatl, pro své spolupracovníky a nadřízené překládal části do španělštiny, aby se nestal podezřelým inkvizici. Své spisy posílal i králi a španělskému dvoru, odkud se snad jeden z rukopisů Historia general dostal do knihovny ve Florencii, kde byl objeven koncem 18. století.

## Florentský kodex
Studiu aztéckého světa věnoval Bernardino téměř padesát let. Širší veřejnosti je znám především svou literární tvorbou. Mezi nejdůležitější jeho díla patří Historia general de las cosas del reino de Nueva España (Obecná historie věcí království Nové Španělsko), známá rovněž pod názvem Florentský kodex. Je to jeden z nejslavnějších rukopisů o aztécké civilizaci. Bohatě ilustrovaný dvanáctidílný spis o více než 2 400 stránkách a s 2 000 ilustracemi popisuje aztécké náboženství, zvyky, oblečení, modlitby a báje, ale také společenské vrstvy, vládu a organizaci, historii i přírodu a v posledním díle dobytí Tenochtitlánu, jak mu je vyprávěli indiáni. Je psán dvojjazyčně – v nahuatlu a ve španělštině. Tiskem vyšel v Mexiku roku 1829.

### Překlad do češtiny
- Dějiny starého Mexika: Výbor z Obecné historie Nového Španělska, překlad Jiří Sucharda, Praha: Argo, 2024. 611 s. ISBN 978-80-257-4433-8